# تلمبه غلامرضا محمدی
تلمبه غلامرضا محمدی یک منطقهٔ مسکونی در ایران است که در دهستان گلاشکرد واقع شده‌است. تلمبه غلامرضا محمدی ۷۴ نفر جمعیت دارد.